# ستيف جيل
ستيف جيل (بالإنجليزية: Steve Gill)‏ هو مقدم برامج إذاعية أمريكي، ولد في 15 نوفمبر 1956.